# ア・バオア・クー
- 機動戦士ガンダム > 宇宙世紀の施設と地名 > ア・バオア・クー

ア・バオア・クー (A BAOA QU) は、「ガンダムシリーズ」のうち宇宙世紀を舞台とする作品に登場する架空の宇宙要塞。
1979年放送のテレビアニメ『機動戦士ガンダム』では、作中の敵対軍事勢力であるジオン公国軍が保有する拠点のひとつであり、地球連邦軍との最終決戦の舞台となる。続編である1985年放送の『機動戦士Ζガンダム』では、連邦軍の軍閥「ティターンズ」に接収されて「ゼダンの門」と改称される。

## 設定解説
もともとはルナツーやソロモンと同様、スペース・コロニー建設用に小惑星帯から運ばれてきた鉱物資源衛星であり、本要塞はL2軌道に定着されたものが基になっている。ソロモンが資源採掘後に放棄されていたものを要塞化したのに対し、本要塞はルナツー同様内部に資源を多数有した状態で改造に着手されている。2つの小惑星（上部は円盤状、下部は円錐状）が接合されており、その外観から「傘」とも呼ばれる。頂上部にはセントラル・タワー（設定画より）が建設され、そこから戦闘指揮をおこなう。命名者は富野由悠季で、アラビアンナイトに登場した幻獣の名前(ア・バオ・ア・クゥー)を紹介した書籍を参考に付けた。
宇宙世紀0072年に小惑星移動のため、小惑星帯に基地としてアクシズが建設されている。開戦後の0079年6月に完成し、これによりソロモンおよび月面基地グラナダを結ぶ本土防衛ラインも完成に至る。大戦末期には次期主力モビルスーツ (MS) 用の生産ラインが組まれ、ゲルググはここで量産されている。
開発機種
- MS-14 ゲルググ
- MSN-02 ジオング
- MA-08 ビグ・ザム

## 一年戦争 - ア・バオア・クー攻略戦

### 戦いまでの経緯
宇宙世紀0079年12月24日、宇宙空間に進出して攻勢に出た地球連邦軍は、ジオン軍の前線拠点である宇宙要塞ソロモンの攻略に成功した。同要塞はコンペイ島に改称されて地球側の新たな拠点になり、続けて連邦軍はジオン公国本土に侵攻する星一号作戦の準備に入った。ソロモン戦での宇宙艦隊の被害は大きく、レビル将軍率いる連邦軍司令部は残存艦隊の大幅な再編を図り、全艦艇およびMS/MA隊を3個の「大隊」に分割した。対するジオン軍は強行偵察の反復によって連邦軍の次の目標がア・バオア・クー方面であることを突き止めていた。ジオン公国総帥ギレン・ザビは苦境を打破するべくコロニーレーザー技術による決戦兵器ソーラレイの運用とその発射許可を、父である公王デギン・ザビに求めた。実子ガルマとドズルの戦死によってすでに厭戦的になっており、また無益な戦いに狂奔するギレンに強い不信感を抱くようになったデギンは独自の和平交渉に向けて動き始めた。一方、地球連邦軍の3個の大隊はコンペイ島から出撃し、それぞれのルートからア・バオア・クーに向けて進軍していた。
12月29日、デギン公王は座乗艦グレートデギンに搭乗して進軍中の地球連邦軍第1大隊の艦艇群へと赴き、これを視認したレビル将軍はその受け入れを指示した。デギン座乗艦がレビルの総旗艦に接弦して両雄の間で会談の席が持たれようとしたその時、このデギンの行動を察知していたギレンはすでに充填状態にしておいたソーラレイの発射を命じた。放たれた膨大なエネルギーによる破壊光線に呑み込まれた連邦軍第1大隊の大半は瞬時に蒸発し、レビルとデギンも同時に命を落とした。この攻撃で連邦軍は全兵力のおよそ三割を喪失し、牽引していた決戦兵器ソーラーシステムも失われた。交戦前の時点で最高指揮官のレビル将軍を失い、主力の第1大隊も壊滅状態になった地球連邦軍であったが、星一号作戦はそのまま決行された。ジオン側ソーラレイのエネルギー再充填には一週間を要するので、それまでに決着を付けるためであった。12月31日から翌1月1日にかけて地球連邦軍とジオン公国軍との間で最後の総力戦が開始され、ア・バオア・クーは一年戦争最後の戦いの舞台になった。

### 両軍の戦力配置
ソーラレイによって第1大隊が壊滅状態になった地球連邦軍であったが、対するジオン側もソロモンの敗北で宇宙艦隊の大半を失っており、両軍の兵力差には諸説あるが連邦側が依然有利であったとする見方が強い。ただし兵法上要塞兵力の3〜6倍を要するとされる要塞攻めに臨むには決して万全の数でなかったようである。ア・バオア・クー周囲の防空管制は、太陽方向を南（S）にした東西南北の四フィールドに区分けされており、それぞれに兵力が展開されていた。また、要塞の死角区域にはMS/MA機を多数搭載できるドロス級大型空母が配置されていた。ア・バオア・クーまで迫った連邦軍の兵力はサイド3方向と地球方向に振り向けられており、ジオン軍総帥ギレンは敵の主攻勢位置を予測して戦力を大胆に集中させた。ギレンは空母ドロスをNフィールドに、空母ドロワをSフィールドに着陣させてこの両空母を要塞防衛の要にした。EとWフィールドは少数の特殊部隊にまかせた。また、月面基地グラナダから妹のキシリア・ザビが直属艦艇と精鋭MS集団のキマイラ隊を連れて来援の途中にあった。
- Nフィールド … ジオン公国本土（サイド3）を臨むエリア。空母ドロスの部隊が配備された。ここが最多兵力。
- Eフィールド … 月裏面を臨むエリア。カスペン戦闘大隊（ヨーツンヘイム）が配備された[注 1]。
- Wフィールド … わずかな艦艇が配備。『ガンダムフロント東京』の展示ではグワジン級戦艦1隻のみとされる。
- Sフィールド … 地球を臨むエリア。空母ドロワの部隊が配備された。

地球連邦軍は、健在な第2大隊と第3大隊（劇場版では第4大隊）を合わせた艦隊集団をNフィールドに向かわせ、第1大隊の残存艦艇を戦艦ルザルを旗艦とした小型艦隊に再編成し練度の高いモビルスーツ部隊を集中配備した上でSフィールドに向かわせた。ホワイトベース隊も第1大隊に所属していた。これは物量重視の艦隊集団を本命に見せかけておいて、実際には質重視のモビルスーツ部隊を要塞突入の本命にしている一種の陽動作戦であった。これまでの戦いの中で連邦軍とジオン軍は共に、大艦巨砲主義に対するモビルスーツ主兵論の優越性を認識していた。連邦側の主なMS/MAはジムとボールであり、ジオン側の主なMS/MAはザクII、リックドム、ゲルググ、ビグロであった。

### 作戦開始
12月31日0時、地球連邦軍司令部はNフィールドに向かった第2・第3大隊と、Sフィールドに向かった第1大隊に、それぞれ総攻撃に向けた再集結と戦闘態勢を取るよう伝達した。また、Eフィールドにも別動隊を向かわせており、そこでの戦力比は連邦6：ジオン1であったとされる。
1時17分、ア・バオア・クー要塞内では、ジオン軍総帥ギレンによる出陣演説が行われ全将兵の士気を高揚させていた。ジオン軍の兵員不足は覆い隠せず、特にモビルスーツのパイロット補充のために多数の学徒動員兵が間に合わせの操縦訓練で実戦投入されていた。最新鋭MSゲルググに学生搭乗員というミスマッチも続出していた。演説を終えたギレンは要塞中央指令室に移動して全軍の指揮を取った。『光芒のア・バオア・クー』ではギレンの演説は9時00分としている。
5時00分、連邦軍の各大隊は再集結を終えて戦闘態勢を取った。『光芒のア・バオア・クー』では再集結完了は11時00分としている。
8時10分、Nフィールドの連邦軍艦隊の大規模なビーム攻撃によって戦端は開かれ、ア・バオア・クー側も要塞ビーム砲火で応戦する中で、連邦側はパブリク戦闘艇部隊を発進させ、ジオン側はガトル戦闘爆撃機を集団出撃させた。パブリク戦闘艇によるビーム拡散幕の敷設を見たギレンは対空砲火をミサイル射出に切り替え、また敵の主攻勢位置をNフィールドと見定めた事からSフィールド兵力の半数を割いて増援に回させた。同時刻に妹のキシリアが直属艦艇と共にEフィールドから入港したので、この戦力もNフィールドに配置させた。『光芒のア・バオア・クー』では戦闘開始を13時20分としている。
8時40分、Nフィールドのミサイル砲撃戦ではジオン側が優勢になり、最前線のマゼラン級戦艦が撃沈された連邦軍艦隊はモビルスーツ部隊を出撃させた。ここでギレンは空母ドロスの前進命令を出し、同時にモビルスーツ部隊も一挙投入した。同時刻に要塞中央司令室に到着したキシリアがギレンと面会している。戦いは一気に激しさを増したがここでもジオン側が優勢になったので、ギレンは自軍を圧倒的と評する余裕すら見せていた。空母ドロスの健闘を見たギレンが全軍の更なる前進命令を出した時に、連邦側のルザル艦隊がSフィールドに侵入したのでモビルスーツの迎撃部隊が繰り出され、これにはキシリア配下の新型MSジオングも加わっていた。Sフィールドではホワイトベース隊のMSガンダムが特に目立った活躍を見せており、その好敵手になったMSジオングと共にニュータイプパイロットの存在感が一際放たれていた。Eフィールドではカスペン戦闘大隊が少数ながらも奮闘して連邦軍部隊の侵攻を阻んでおり、さらにMAビグ・ラングの投入によって連邦軍を一時撤退にまで追い込んでいた。Wフィールドでは目立った動きは報告されていない。Nフィールドで連邦軍艦隊を押し込んでいる空母ドロスの部隊で戦局を支えるには十分と判断したギレンは勝利への自信を深めていた。

### ギレン「戦死」
9時25分、先の面会の中で父デギンの死とそれがソーラ・レイ発射によるものと知ったキシリアは、要塞中央指令室に座るギレンに銃口を向けて父殺しの罪を非難し、軽笑で受け流す兄ギレンを射殺した。中央指令室内の動揺はトワニング准将の機転による「ギレン総帥は名誉の戦死をされた」の一言で鎮められ、危急の必要性から指揮権はそのままキシリアに引き継がれた。これは数分ないし十数分程度の出来事と言われるが、ジオン軍を支えていたギレンの緻密な作戦指導の空白は、即座に防衛システムの混乱につながり連邦軍に対して一瞬の隙を作ることになった。『光芒のア・バオア・クー』ではギレン射殺は21(9)時30分とされる。
9時40分、この間隙を突いたNフィールドの連邦軍艦隊の反撃には熾烈なものがあったようで、ギレンの精密な指示に依存していた空母ドロスは前進態勢から一挙暗転してなし崩し的に撃沈された。Sフィールドでもジオン側の防御力が弱くなっていることがホワイトベース隊などから確認されており、これは『光芒のア・バオア・クー』では22(10)時15分にされている。
10時10分、キシリアが采配を振るも、学徒動員の各モビルスーツの動きの鈍さなどと相俟って防衛ラインの立て直しは困難になり、Sフィールドの空母ドロワも撃沈された。両大型空母を喪失したア・バオア・クーの防衛システムは急速にその力を失っていった。ギレンの死がキシリアの手によるものと悟ったデラーズ大佐の総帥親衛隊は、キシリアの指揮下に入ることを良しとせずに再起を期して要塞からの離脱を図った、これはSフィールドからの強行突破になった。『光芒のア・バオア・クー』によると、撤退時に進路上の学徒兵を含めた兵士の救助等も行った模様。 
11時00分、Sフィールドの連邦軍モビルスーツ部隊が次々とア・バオア・クー外壁に取り付き、ホワイトベース隊などを先頭にして要塞内部への侵入に成功した。Nフィールドの連邦軍艦隊も、母艦を失ったジオン側モビルスーツを駆逐しつつ要塞周辺宙域を制圧し、MSジムとボールの集団が要塞外壁に続々到達した。ジオン軍は完全に崩れ始めて大勢は決し、SフィールドのMSジオングを始めにしたモビルスーツもほぼ撃墜された。NフィールドSフィールドのジオン軍戦力は沈黙して応答なしとの報せが中央指令室のキシリアの元に届けられていた。連邦軍の勝利は確定し、抗戦不可を悟った複数の要塞守備隊が小惑星アクシズに向けて戦場からの離脱を始めた。以後の戦いは、侵入したモビルスーツ部隊および着岸した各艦艇からの宇宙陸戦隊の突入によって要塞内部での乱戦状態に移行し、ア・バオア・クーの各所で次々に爆炎と火の手が上がった。
12時05分、要塞防衛に見切りを付けたキシリアはザンジバル級機動巡洋艦でア・バオア・クーからの脱出を試みたが、反旗を翻した配下のシャア・アズナブル大佐が放ったバズーカ砲の艦橋直撃によって殺害される。直後に地球連邦軍のマゼラン級戦艦およびサラミス級巡洋艦数隻の集中射撃によってザンジバルも撃沈された。こうしてジオン公国は指導者たるザビ家の主要メンバー全員が死亡した。『光芒のア・バオア・クー』ではキシリアの死は23時20分とされる。
12時15分、戦闘の影響により要塞内ミサイル工場から火災が発生する。電力供給が一部区画を除いて停止して指揮系統が完全に麻痺した他、空調設備も働かなくなり、要塞としての機能に致命的な影響を及ぼし始めた。中央指令室から戦闘中の各艦艇に指揮系統の機能停止と今後の自由行動を指示する命令が下ったのはこの頃と考えられ、ザンジバル乗船前のキシリアは自身の脱出から15分後に降伏を打診することをトワニング准将に命じていた。これは事実上の停戦命令であったが、残存艦艇の多くがカスペン戦闘大隊によって未だ維持されていたEフィールドからの突囲撤退を試みたために、連邦軍の攻撃はその後もしばらく停止されなかった。意図せず殿を務めることになったカスペン戦闘大隊は多大な損害を出しつつも30分余りの防衛戦闘を戦い抜き、味方艦隊の撤退を見届けた後、旗艦ヨーツンヘイム及び残存部隊もサイド3方面へ退却し、ようやく戦闘は終結した。

### 終戦
0079年12月31日18時、ア・バオア・クーでの戦闘が続く中、ジオン公国のダルシア・バハロ首相は、デギン公王から生前に受けていた内密の依頼によってジオン公国を共和制に移行し、サイド6を通じて地球連邦政府へ終戦協定の締結を打診した。一方、地球連邦軍もこの戦いで戦力を消耗し、続いて行う予定であったグラナダやジオン本国への侵攻が不可能となっていた。その後、月面都市グラナダにて、地球連邦政府とジオン共和国政府との間に終戦協定が締結されるに到った。
0080年1月1日15時、この時刻をもって停戦が成立したため一年戦争の一部としてのこの戦いは自動的に終結した。しかし両軍の一部には停戦の成立を無視して戦闘を継続する者がいた。

### 小説版『機動戦士ガンダム』での経緯
富野喜幸が書いた小説版にも、アニメ版同様にジオン本国最終防衛ラインの要となる軍事拠点として登場するが、その展開はアニメ版と大幅に異なる。
総帥のギレンはサイド3のズム・シティで指揮を執ったため、要塞内での最高指揮官は腹心ランドルフ・ワイゲルマン中将となっており、グラナダから撤退してきたキシリアは次席の指揮官に甘んじていた。
一方連邦軍は、グラナダを占領しフロントバックと改名したのち、ソロモンを無視して直接ア・バオア・クーに攻め込むこととした。事前のコロニーレーザーの照射がないため、連邦軍の総司令官としてレビル大将自らが参戦。また、レビル艦隊と並行してカラル中将の支援艦隊が登場している。旗艦はマゼラン級「ドラッグ」。空母「トラファルガ」が中核とされ、パブリクなど小型艇や補助艦艇を含めた総艦艇は三百二十隻余りとされた。
なお、ア・バオア・クーの攻略作戦名は「チェンバロ作戦」となっている。
また、この時点で無傷だったドズル・ザビ中将の艦隊が独自に追撃を開始。コレヒドール宙域にて追いつき、ドズルが直卒するガンドワ艦隊は連邦軍の右翼に、遅れたミドロ艦隊が左翼に攻撃を開始。さらに正面のア・バオア・クー守備隊を含めて連邦軍は三方から攻撃を受けた。ドズル艦隊はペガサスジュニアを中心とした右翼部隊に殲滅させられたが、左翼部隊はミドロ艦隊が圧倒した。
この戦況下、ドラッグ首脳部ではレビルの「戦力を集中する」という発言を幕僚が「撤退し再集結する」と取り違えるというミスが発生。しかしレビルはそれを否定せずに主力をコレヒドールのミドロ艦隊に向けてこれを殲滅したうえで、再集結と補給を行い再び攻め込んだ。
この第二波の激戦の最中、本国からテストを兼ねたマハルのコロニー・レーザーが発射され、連邦軍カラル艦隊を消滅させた。残されたレビル艦隊はコロニー・レーザーの第2射目（小説版では2発まで連射可能という設定）を避けるべく、要塞の影となるように位置をSフィールドに変更する。しかしこの時ギレンは連邦軍もろとも政敵であるキシリアをも抹殺しようと目論んでいたため、その密命により射線はア・バオア・クー要塞を直撃するよう調整されていた。これにより、レビル将軍を含む連邦艦隊に加えて事前に何も知らされていなかったランドルフ中将以下、大多数の友軍がソーラ・レイによる攻撃に巻き込まれて死亡した。基幹部に直撃を受けた要塞はこれにより機能不随へ追い込まれ、完全に活動を停止している。
しかし肝心のキシリアは寸前で辛くも空域を離脱している。これにはクラウレ・ハモンの密告（その背後にはダルシア首相とデギン公王がいる）があった。
また、キシリアはそれをシャアに伝え、シャアは独自の判断によりアムロ・レイたちと前線での接触を図った。その結果、シャリア・ブルとアムロ、ハヤト・コバヤシが戦死しながらも、グワジン級ズワメルとペガサスジュニア隊が連合してズム・シティに殺到。結果としてギレンはキシリアに、キシリアはシャアに殺されて、ジオン共和国が成立して連邦と講和し終戦となる。

### 漫画『機動戦士ガンダム THE ORIGIN』での経緯
漫画『機動戦士ガンダム THE ORIGIN』では、ソーラ・レイ照射による残存連邦軍艦隊と、サイド3、グラナダ、ア・バオア・クーを合わせたジオン軍艦隊とでは、ジオン側のほうが総戦力は大きかったと設定しており、連邦側は最後の一大攻勢としてア・バオア・クーを陥落させての終戦交渉を望んでいた。
連邦側の指揮官はワッケイン少将が務めた。
シャア・アズナブル大佐配下のニュータイプ部隊もア・バオア・クーに着任しており、ア・バオア・クー攻略戦のさなかにアムロとララァ・スンが戦うことになる。
ア・バオア・クー攻略戦開始後に、キシリアはグラナダから大型空母ドロス（艦の母艦と機能するほどに、旧作より遥かに巨大化・大火力化している）を中核とする増援艦隊を率いて、ワッケインらの旗艦艦隊を背後から攻撃、撃沈している。このドロスの攻勢に押されるような形で、連邦側の艦隊やMS隊、ホワイトベースも要塞へと揚陸して行くことになる。
要塞内で、キシリアによるギレンの射殺は同様だが、『THE ORIGIN』ではセイラ・マスが要塞内で捕虜になっており、自身がアルテイシア・ソム・ダイクンだと明かしたことで旧ダイクン派によるクーデターが併発している。
また、キシリアはア・バオア・クー脱出の際には、ア・バオア・クーを連邦軍が利用できないように爆破することを命じ、司令室にも同様の処置を行いアルテイシア一派の殲滅を図るが、こちらはドノバン・マトグロス大尉がセイラを庇ったために失敗した。
戦局は実質的に互角であったが、連邦は本作戦に宇宙戦力を総力を投入して損耗したのに対して、ジオン側は宇宙空母ドロスや本国とグラナダの駐屯部隊が残存した連邦勢力を凌駕しており、キシリアは連邦政府を降伏に追い込めることを確信していたが、乗艦のチベ級「パープル・ウィドウ」でドロスに着艦する直前に本編同様シャアによって暗殺されてしまう。
その結果、パープル・ウィドウに共に搭乗していた現場指揮官たちも全滅し、制御を失ったパープル・ウィドウもドロスに突っ込んで爆発。ドロス全体に誘爆し、更に制御を失ったドロスがア・バオア・クー上部に墜落して要塞の広範囲を延焼させてしまうというジオン側に致命的な損害を与えてしまう。
本戦闘で政治・軍事の指導者全てを失ったジオンは目前に迫った勝利を得る事は無く、一転して敗戦するという結末を迎える。

### 機動戦士Gundam GQuuuuuuXでの経緯
U.C.0085でも戦勝国となったジオンにより運用されており、ギレン軍閥の国家親衛隊の拠点となっている。クーデターを起こしたキシリアがイオマグヌッソで攻撃。同要塞は崩壊する。

## ゼダンの門
GATE OF ZEDAN
『機動戦士Ζガンダム』に登場。第27話の初登場時にはサエグサに「ア・バオア・クー」、ガディ・キンゼーに「ガゼンの門」と呼ばれており、「ゼダンの門」の名称は第39話からである。
一年戦争終結後のア・バオア・クーについては諸説あり、連邦軍あるいはジオン共和国の管理下に置かれ、コロニー建設用の鉱物資源衛星として利用されたとする説や、放置されていたとする説がある。その後、宇宙世紀0087年にティターンズに接収されて再要塞化が進められる。核パルス・エンジンが取り付けられ、6月8日にルナツー宙域にグリプス2とともに移動され、「ゼダンの門」と改称され完成、同組織の宇宙における最大の拠点となる。命名は総帥であるジャミトフ・ハイマン准将により、彼の祖先の出身地であるフランスのセダンに因み、第二次世界大戦でドイツ軍がパリに侵攻した縁起の良い名前であるとされる。また、改称以前から、MS開発基地のひとつとして "13" のコードが割り振られている。
0088年1月18日、ハマーン・カーン率いる公国軍残党勢力によって小惑星アクシズと激突し、接合部で2つに分断され壊滅状態となる。これによりティターンズは多くの兵力を失い、敵対する反地球連邦組織「エゥーゴ」と拮抗するまでに戦力が低下する。
開発機種
- RX-136-1 ラクシャサ
- RX-139 ハンブラビ
- ORX-009 ガンダム［スコル］（建造のみ、開発はオークランド研究所）